# 木本至
木本 至（きもと いたる、1937年 - ）は日本の文芸・文化・歴史評論家。群馬県出身。

## 来歴
1959年、東京教育大学教育学科卒業。光文社で『女性自身』『二人自身』の編集を手がけ、1966年退社。
以後、書評、評論に活躍。伝記物と性文化論などを得意とする。 

## 著書
おもな著書に『にっぽん先駆者物語』『オナニーと日本人』『医の時代－高松凌雲の生涯』『評伝・宮武外骨』『雑誌で読む戦後史』など。
- 勝海舟の生涯 日本文華社 1973 (文華新書)
- 平将門の謎 日本文華社 1975 (文華新書)
- にっぽん先駆者物語 流動 1975
- 実説元禄太平記 日本文華社 1975
- 青い冒険者たち : レポート童貞喪失 グリーンアロー出版社 1976 (グリーンアロー・ブックス)
- 大村益次郎の生涯 : 維新の群像 日本文華社 1976 (文華新書)
- オナニーと日本人 インタナル出版部 1976
- 医の時代 : 高松凌雲の生涯 マルジュ社 1980
- 評伝宮武外骨 社会思想社 1984
- 雑誌で読む戦後史 新潮社 1985 (新潮選書)
- 「団団珍聞」「驥尾団子」がゆく 白水社 1989
- 映画になった名著 マガジンハウス 1991
- スター50人運命の名画 : あの感動シーンの向こう側 マガジンハウス 1995 (マグ・カルチャー)